# Lewis Waller
William Waller Lewis (3 de noviembre de 1860 - 1 de noviembre de 1915), más conocido como Lewis Waller, fue un actor y director de teatro británico.

## Biografía
Su verdadero nombre era William Waller Lewis y nació en Bilbao (España), siendo su padre un ingeniero civil. Actuó por primera vez en la escena londinense en 1883, en Tooles, y tras unos años consiguió una buena reputación como actor en Londres y en provincias. Sobre todo le lanzó a la fama su actuación como Buckingham en Los tres mosqueteros (1895), bajo la dirección de Herbert Beerbohm Tree en el Teatro His Majesty. Poco después organizó su propia compañía, primero en el Teatro Haymarket y después en los teatros Shaftesbury, Imperial, Apollo y otros.
Su buena voz y su interpretación vigorosa le ganaron el apoyo de la crítica en varios papeles shakesperianos, tales como el principal de Enrique V, Bruto en Julio César, y Faulkenbridge en El rey Juan. Sus mayores éxitos, sin embargo, fueron papeles románticos en obras tales como la opereta Monsieur Beaucaire, a menudo junto a su esposa, Florence West, que también fue actriz.
Falleció a causa de una neumonía en Nottingham (Inglaterra), en 1915.

## Filmografía
- King John (1899) - Phillip
- Brigadier Gerard (1915) - Brigadier Gerard
- Henry, King of Navarre (1924, guionista)

## Grabaciones
Lewis Waller hizo unas cuantas grabaciones para Gramophone Company.
- 1351 Carga de la Brigada Ligera (Alfred Tennyson) (9641) 1907.
- 1359 Parlamento de Enrique V (William Shakespeare) ¿1907?
- 1360 La balada de Clampherdown (Rudyard Kipling) (9640) abril de 1907.
- 1361 The Snarleyow (Rudyard Kipling). ¿1907?
- 1442 Enrique V en Harfleur de El rey Juan (William Shakespeare) (13914/E164) 1911.
- 1443 Carga de la Brigada Ligera (Alfred Tennyson) (13915/E164) 1911.